# Torneo de Pune 2022
El Tata Open Maharashtra 2022 fue un evento de tenis profesional de la categoría ATP 250 que se jugó en pistas duras. Se trató de la 4.a edición del torneo que forma parte del ATP Tour 2022. Se disputó en Pune, India del 31 de enero al 6 de febrero de 2022 en el Mhalunge Balewadi Tennis Complex.

## Distribución de puntos
| Modalidad            | Campeón | Finalista | Semifinales | Cuartos de final | 2ª ronda | 1ª ronda | Clasificados | 2ª ronda de clasificación | 1ª ronda de clasificación |
| Individual masculino | 250     | 165       | 100         | 50               | 25       | 0        | 13           | 7                         | 0                         |
| Dobles masculino     | 250     | 150       | 90          | 45               | 20       | 0        | -            | -                         | -                         |

## Cabezas de serie

### Individuales masculino
| Tenista           | Ranking | Preclasificado |
| Aslán Karatsev    | 15      | 1              |
| Lorenzo Musetti   | 60      | 2              |
| Gianluca Mager    | 65      | 3              |
| Jiří Veselý       | 78      | 4              |
| Daniel Altmaier   | 87      | 5              |
| Emil Ruusuvuori   | 90      | 6              |
| Ričardas Berankis | 93      | 7              |
| Stefano Travaglia | 98      | 8              |

- Ranking del 17 de enero de 2022.[2]

### Dobles masculino
| Tenistas                          | Ranking | Preclasificado |
| Luke Saville John-Patrick Smith   | 91      | 1              |
| Rohan Bopanna Ramkumar Ramanathan | 156     | 2              |
| Szymon Walków Jan Zieliński       | 183     | 3              |
| Marc Polmans Matt Reid            | 184     | 4              |

## Campeones

### Individual masculino
João Sousa venció a  Emil Ruusuvuori por 7-6(11-9), 4-6, 6-1

### Dobles masculino
Rohan Bopanna /  Ramkumar Ramanathan vencieron a  Luke Saville /  John-Patrick Smith por 6-7(10-12), 6-3, [10-6]